# Abdallah Senoussi
Abdallah Senoussi, né en 1949 au Soudan, est un militaire libyen. Marié avec la sœur de Safia Farkash, il est le beau-frère par alliance de Mouammar Kadhafi.

## Biographie
Abdallah Senoussi est issu de la tribu Magarha.
Pendant les années 1980, il est responsable de la sécurité intérieure de l'ex-Jamahiriya arabe libyenne, à une période où beaucoup d'opposants au régime sont tués.  En 2002, il est nommé à la tête du Service de renseignements militaires de la Jamahiriya.
En 1999, la France le condamne par contumace à la réclusion criminelle à perpétuité pour son rôle dans l'attentat du DC-10 d'UTA qui a coûté la vie à 170 passagers. D'après des dissidents libyens, il serait également responsable du massacre de prisonniers dans la prison d'Abou Salim en 1996. Il est par ailleurs suspecté d'avoir organisé un complot visant à assassiner le prince héritier Abdallah d'Arabie saoudite, en 2003,. Cependant, à partir de 2005 il reçoit le soutien de Nicolas Sarkozy, alors ministre et futur candidat à l'élection présidentielle : celui-ci met à sa disposition son avocat personnel Me Thierry Herzog, et promet selon le témoignage de Ziad Takieddine « Dès ma prise de fonctions à la présidence de la République, pas le premier acte, mais le deuxième acte d’amnistie sera pour M. Senoussi. » Claude Guéant et Brice Hortefeux font également le déplacement à Tripoli et rencontrent secrètement Abdallah Senoussi.

## Insurrection libyenne de 2011
Du 15 au 20 février 2011, au début de la révolte contre le régime de Kadhafi, il mène une répression violente contre le soulèvement de Benghazi. Ces événements font l'objet d'une enquête de la Cour pénale internationale, qui aboutit le 27 juin 2011 à un mandat d'arrêt international pour crime contre l'humanité. 
Le 17 mars 2012, Abdallah Senoussi est arrêté à l’aéroport de Nouakchott (Mauritanie) en provenance de Casablanca avec un faux passeport malien. Le 5 septembre 2012, il est remis par la Mauritanie aux autorités libyennes. Lors de son procès en septembre 2012, il déclare : « Pour ce qui est du soutien apporté à des personnalités occidentales pour leur permettre d'accéder au pouvoir, la somme de 5 millions d'euros a été versée pour la campagne du président français Nicolas Sarkozy en 2006-2007. J'ai personnellement supervisé le transfert de cette somme via un intermédiaire français, en la personne du directeur de cabinet du ministre de l'Intérieur. Sarkozy était alors ministre de l'Intérieur. Il y avait aussi un second intermédiaire, le nommé Takieddine. » Entendu séparément, Ziad Takieddine fournit un témoignage concordant.

### Sources de traduction
- (en) Cet article est partiellement ou en totalité issu de l’article de Wikipédia en anglais intitulé « Abdullah Senussi » (voir la liste des auteurs).